# 나가이 요시카즈
나가이 요시카즈(일본어: 永井 良和, 1952년 4월 16일 ~ )는 일본의 전 축구 선수이다.

## 국가대표팀 경력
그는 1971년 8월 13일 아이슬란드과의 경기에서 일본 국가대표팀에 데뷔했다. 1974년과 1978년 아시안 게임에도 출전했다. 그는 1980년까지 국제 A매치 통산 69경기에 출전, 9득점을 넣었다.

## 통계
| 일본 | 일본 | 일본 |
| 연도 | 출전 | 득점 |
| ---- | ---- | ---- |
| 1971 | 4    | 1    |
| 1972 | 0    | 0    |
| 1973 | 5    | 0    |
| 1974 | 4    | 1    |
| 1975 | 11   | 1    |
| 1976 | 17   | 2    |
| 1977 | 5    | 0    |
| 1978 | 12   | 1    |
| 1979 | 9    | 3    |
| 1980 | 2    | 0    |
| 통산 | 69   | 9    |